# Макелрой, Пол
Пол Макелрой (англ. Paul McElroy; род. 7 июля 1994, Данганнон) — североирландский футбольный левый полузащитник, игрок «Портадаун».

## Карьера

### В клубах
Макелрой — воспитанник клуба «Данганнон Свифтс», откуда в 2009 году перешёл в академию английского клуба «Халл Сити», с которым заключил свой первый профессиональный контракт летом 2013 года. Не сумев пробиться в первую команду «тигров», в июне 2014 года Пол по свободному трансферу перешёл в клуб чемпионата Футбольной лиги Англии «Шеффилд Уэнсдей», однако 19 июля в своём Твиттере заявил, что по личным причинам вынужден отказаться от контракта.
После времени, проведённого с «Шеффилд Уэнсдей», Макелрой отправился в Северную Ирландию. Он провёл несколько тренировок с «Портадауном», после чего главный тренер команды Ронни Макфолл захотел усилить им свой левый фланг, однако в бюджете клуба не нашлось необходимой для этого суммы. В итоге, сезон 2014/15 Пол начал в составе «Линфилда», за первую команду которого провёл три матча: один в Кубке лиги против «Балликлер Комрадс» и два в Кубке графства Антрим против «Данделы» и «Крузейдерс».
В последние дни 2014 года, несмотря на обсуждавшуюся возможность перехода в «Данганнон Свифтс», Макелрой всё-таки перешёл в «Портадаун». 5 января 2015 года футболист дебютировал за «Портс» в победной игре чемпионата против «Института» (2:1).
1 августа 2015 года было объявлено о возвращении Пола в родной «Данганнон Свифтс». 7 января 2016 года на тренировке Макелрой получил трамву лодыжки и выбыл до конца сезона.

### В сборных
Макелрой имеет опыт выступления за сборные Северной Ирландии от 15 лет до 21 года.

## Достижения

### Командные
Как игрока «Портадауна»:
- Кубок Северной Ирландии:
  - Финалист: 2014/15